# Gustav Lundgren (calciatore)
Gustav Oskar Lundgren (18 aprile 1995) è un calciatore svedese, centrocampista o attaccante del GAIS.

## Carriera
Per molti anni la carriera di Lundgren si è sviluppata nelle serie minori svedesi.
Nel 2012, diciassettenne, ha giocato nella quinta serie svedese con la maglia del Tölö IF, piccolo club con sede nei pressi di Kungsbacka. A causa della retrocessione subita dalla squadra al termine di quell'anno, tra il 2013 e il 2015 ha continuato a militare nello stesso club ma in sesta serie.
Dalla stagione 2016 è diventato un giocatore dell'Onsala BK, squadra con sede presso l'omonima area urbana di Onsala, anch'essa situata sul territorio del comune di Kungsbacka. Al suo primo anno con i nuovi colori, Lundgren ha contribuito con 13 reti in 20 presenze alla conquista della promozione dalla sesta alla quinta serie svedese. Nel 2017, invece, ha siglato 16 gol in 20 partite. L'anno seguente, nel 2018, ha ulteriormente migliorato la propria media realizzativa, con 20 centri in 21 incontri che hanno permesso all'Onsala BK di salire in quarta serie. Nei tre campionati trascorsi tra il 2019 e il 2021 in Division 2 (appunto il quarto livello del calcio svedese), Lundgren ha totalizzato 21 marcature in 58 presenze.
Il 20 gennaio 2022 Lundgren è stato ufficializzato come nuovo giocatore del GAIS, formazione allenata da Fredrik Holmberg il quale era già stato in precedenza suo allenatore all'Onsala BK. La squadra, che non militava in terza serie dal 2003, solo poche settimane prima era stata retrocessa dalla Superettan 2021 alla Ettan 2022. I neroverdi sono risaliti nella seconda serie nazionale al primo tentativo, con l'apporto di Lundgren che è stato di 6 reti in 28 presenze. A fine stagione, il suo contratto è stato prolungato di due anni. Il campionato di Superettan 2023 ha visto il GAIS centrare la seconda promozione nel giro di due anni e Lundgren imporsi come miglior uomo assist del torneo con 12 passaggi vincenti, in aggiunta ai suoi 3 gol in 29 presenze. Nel frattempo si era legato al club fino al 2027.
Lundgren è arrivato così a disputare la sua prima annata nella massima serie svedese nel 2024, a pochi giorni dal suo ventinovesimo compleanno. Il suo impatto nella nuova categoria è stato praticamente immediato, visto che è stato nominato giocatore del mese dell'intera Allsvenskan in due occasioni, sia per il mese di luglio che per quello di settembre. Con un rendimento di 3 reti e 9 assist in 30 presenze, ha aiutato il neopromosso GAIS a raggiungere il sesto posto in classifica nell'Allsvenskan 2024.